# Sancta Ragnhilds gille
Sancta Ragnhilds gille är ett manligt ordenssällskap i Södertälje. Det stiftades 1859 och hade efter 2020 omkring 450 medlemmar.
Sällskapet, som är döpt efter stadens skyddshelgon Sankta Ragnhild (död 1159), är organiserat i frimurartradition med sju grader. Det ägnar sig åt filantropisk verksamhet och har under sin historia delat ut stipendier till studerande, bekostat offentlig konst med mera.
Under 1860-talet var ungefär var femte mansperson i staden medlem i gillet. 1912 bildades Södertälje Sångargille, som är mycket nära lierat med Sancta Ragnhilds Gille och deltar i ordenskapitlet med sång.